# Margalit Matitiahu

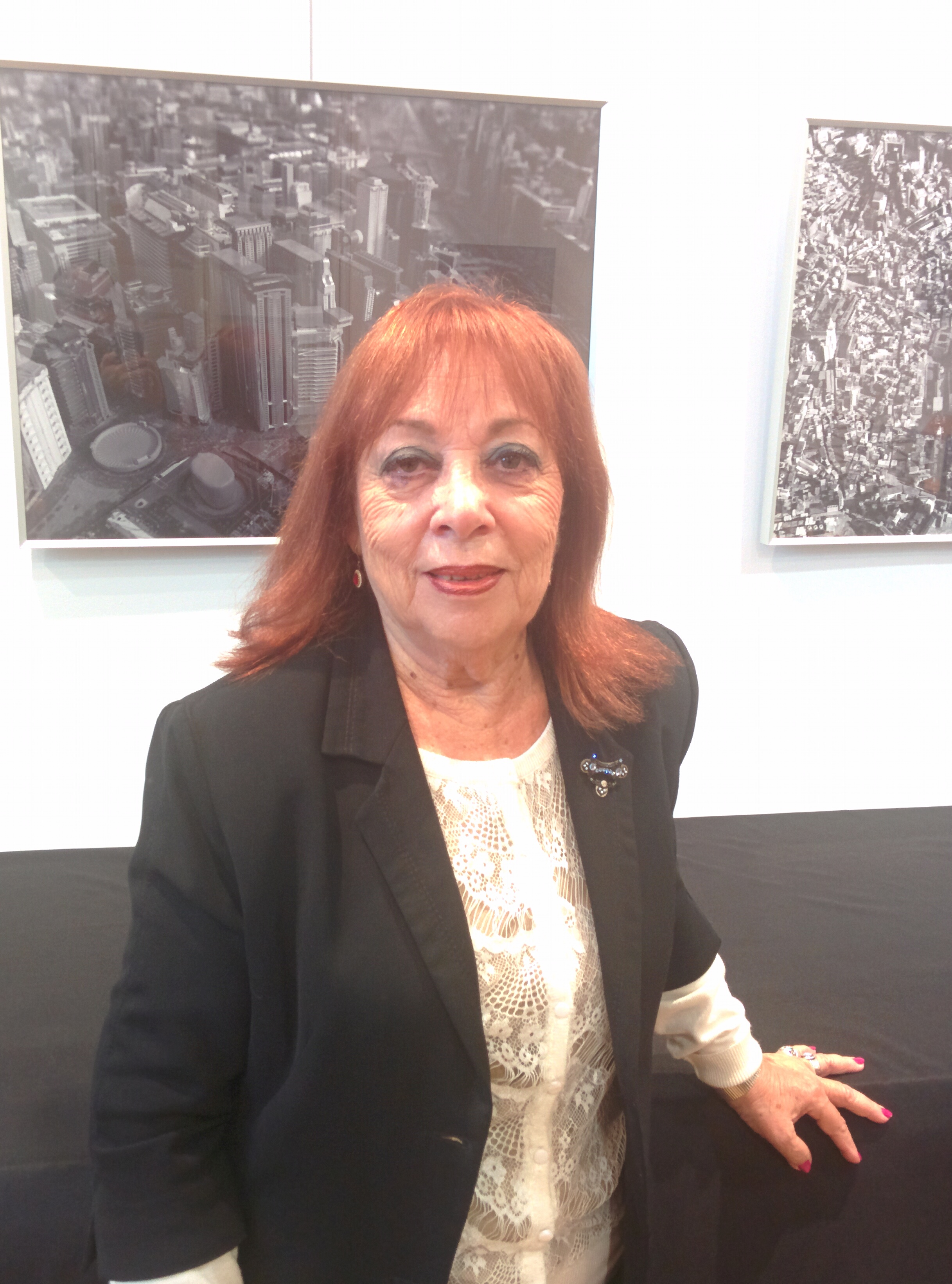
Margalit Matitiahu

Margalit Matitiahu, hebräisch מרגלית מתתיהו, gelegentlich auch Matityahu geschrieben (* 1935 in Tel Aviv, Palästina) ist eine israelische Dichterin. Ihre Texte verfasst sie meist in Hebräisch und Ladino.

## Leben
Nach dem Holocaust kam Margalit Matitiahu mit ihren Eltern von Thessaloniki nach Israel. Sie studierte Hebräische Literatur und Philosophie an der Bar-Ilan-Universität.
Sie begann ihre schriftstellerische Tätigkeit und publizierte zunächst auf Hebräisch. 1988 wurde Curtijo Quemado veröffentlicht. Sie arbeitete auch als Rundfunkmoderatorin und erhielt die Ehrendoktorwürde der World Academy of Art and Culture. Matitiahu ist Mitglied des Israelischen Pen Clubs und wurde bereits mit mehreren Preisen ausgezeichnet. Wie mehrere andere Dichter (Matilda Koen-Sarano, Avner Perez in Israel, Rita Gabbai Simantov in Griechenland, Clarisse Nikoidski in Frankreich and Gloria Ascher in den USA) schreibt sie auch in der sogenannten Judäo-Spanischen Sprache.

## Lyrik auf CD
- Aromas And Memories enthält Lyrik der Autorin und erschien 2005

## Werke (Auswahl)
hebräisch:
- Through the Glass Window (1976)
- No Summer Silence (1979)
- White Letters (1983)
- Handcuffed (1987)
- Midnight Stairs (1995)

ladino:
- Alegrica (1993)
- Matriz de luz & Vela de la luz (1997)
- Kamino de Tormento (2000)
- Vagabondo Eternel & Bozes en la Shara (2001)